# Вест Енд (Њујорк)
Вест Енд (енгл. West End) насељено је место без административног статуса у америчкој савезној држави Њујорк.

## Демографија
По попису из 2010. године број становника је 1.940, што је 127 (7,0%) становника више него 2000. године.
| Група             | 2000.         | 2010.         |
| Белци             | 1.729 (95,4%) | 1.787 (92,1%) |
| Афроамериканци    | 12 (0,7%)     | 34 (1,8%)     |
| Азијати           | 20 (1,1%)     | 31 (1,6%)     |
| Хиспаноамериканци | 38 (2,1%)     | 61 (3,1%)     |
| Укупно            | 1.813         | 1.940         |